# Bisdom Owensboro
Het bisdom Owensboro (Latijn: Dioecesis Owensburgensis) is een rooms-katholiek bisdom met als zetel Owensboro, in de Amerikaanse staat Kentucky. Het bisdom is suffragaan aan het aartsbisdom Louisville. 

## Geschiedenis
Het bisdom werd opgericht op 9 december 1937, uit delen van het aartsbisdom Louisville.

## Parochies
Het bisdom had in 2021 een oppervlakte van 32.380 km2 en telde 921.170 inwoners waarvan 5,7% rooms-katholiek was.

## Bisschoppen
- Francis Ridgley Cotton (16 december 1937 - 25 september 1960)
- Henry Joseph Soenneker (10 maart 1961 - 30 juni 1982)
- John Jeremiah McRaith (23 oktober 1982 - 5 januari 2009)
- William Francis Medley (15 december 2009 - heden)

## Galerij van afbeeldingen

Wapen van het bisdom
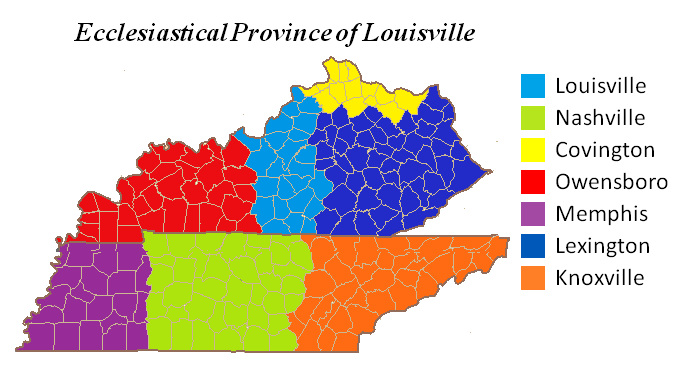
Kerkprovincie met aartsbisdom en suffragane bisdommen

Louisville (aartsbisdom) · Covington · Knoxville · Lexington · Memphis · Nashville · Owensboro